# Taperus albivittatus
Taperus albivittatus är en insektsart som beskrevs av Li och Wang 1994. Taperus albivittatus ingår i släktet Taperus och familjen dvärgstritar. Inga underarter finns listade i Catalogue of Life.